# Fritz Micheel
Fritz Micheel (* 3. Juli 1900 in Strasburg (Uckermark); † 8. Juni 1982 in Münster) war ein deutscher Chemiker.
1918 machte Micheel ein Notabitur in Berlin. Nach einigen Monaten Wehrdienst studierte er Chemie in Berlin. Von 1924 bis 1928 war er Mitarbeiter am Kaiser-Wilhelm-Institut für Chemie bei Kurt Hess, bei dem er 1924 mit der Arbeit Ueber Halochromieerscheinungen bei Phenyl-äthinyl-carbinolen promovierte. Anschließend studierte er an der Universität Göttingen bis zur Habilitation 1931. Er lehrte dort bis 1936, bevor er an die Universität Münster berufen wurde. 1946 bis 1968 war er Professor für Organische Chemie in Münster und führte an zentraler Stelle den Wiederaufbau durch.
Sein Spezialgebiet war die Chemie der Kohlenhydrate. So forschte er über Zuckerchemie, zum Vitamin C, zu Schlangengiften und zur Bildung von Steinkohle.
Im November 1933 unterzeichnete er das Bekenntnis der deutschen Professoren zu Adolf Hitler. Nach 1945 war er Mitglied der Rheinisch-Westfälischen Akademie der Wissenschaften.